# تپه چنگری
تپه چنگری در شهرستان خمین، بخش مرکزی، دهستان آشناخور، روستای قره کهریز واقع شده و این اثر در تاریخ ۲۰ اردیبهشت ۱۳۸۶ با شمارهٔ ثبت ۱۹۰۶۳ به‌عنوان یکی از آثار ملی ایران به ثبت رسیده است.